# Guido Capozzi
Guido Capozzi (Napoli, 1918 – Napoli, 22 luglio 2014) è stato un giurista e magistrato italiano.

## Biografia
Presidente Onorario della Corte di cassazione, ha svolto per oltre cinquant'anni corsi di diritto civile per la preparazione al concorso notarile e per la magistratura.
Ha formato generazioni di avvocati, magistrati e notai, che si ispirano al suo insegnamento.  

## Pubblicazioni
- Successioni e donazioni, Giuffrè, Milano, 1983
- Dei singoli contratti, Giuffrè, Milano, 1988
- Incapaci e impresa, Giuffrè, Milano, 1992
- Codice delle leggi notarili, Giuffrè, Milano, 2007

| Controllo di autorità | VIAF (EN) 6552466 · ISNI (EN) 0000 0000 4258 0008 · SBN CFIV070920 · LCCN (EN) n90633972 · GND (DE) 1072849992 · J9U (EN, HE) 987007337509405171 |